# Marc Michetz
Marc Michetz, pseudoniem van Marc Degroide (Elsene, 15 oktober 1951 – aldaar, 7 januari 2025) was een Belgische striptekenaar.
Hij was een van de oorspronkelijke leden van De Mazdabende.
Hij begon zijn carrière bij Studio Graton en tekende vervolgens zowel voor het tijdschrift Tintin als Spirou. Michetz was gepassioneerd door de Japanse middeleeuwen. Zijn bekendste creatie is de reeks Kogaratsu, die hij samen met Bosse in 1983 bedacht heeft.
Michetz overleed op 73-jarige leeftijd.
- Biblioteca Nacional de España: XX1033876
- Bibliothèque nationale de France: cb12039608n (data)
- Gemeinsame Normdatei: 137030274
- International Standard Name Identifier: 0000 0000 5924 8087
- Nederlandse Thesaurus van Auteursnamen: 071046704
- Réseau des bibliothèques de Suisse occidentale: 02-A003592468
- Système universitaire de documentation: 028591062
- Virtual International Authority File: 41857366